# Kreuth (Bawaria)
Kreuth – miejscowość i gmina uzdrowiskowa w południowych Niemczech, w kraju związkowym Bawaria, w rejencji Górna Bawaria, w regionie Oberland, w powiecie Miesbach. Leży w Alpach Bawarskich, około 17 km na południowy zachód od Miesbach, nad rzeką Weißach, przy granicy z Austrią i drodze B307.

## Demografia
Dane o ludności z 31 grudnia 2008:
| Opis                                | Ogółem | Ogółem | Kobiety | Kobiety | Mężczyźni | Mężczyźni |
| ----------------------------------- | ------ | ------ | ------- | ------- | --------- | --------- |
| Jednostka                           | osób   | %      | osób    | %       | osób      | %         |
| Populacja                           | 3715   | 100    | 2033    | 54,72   | 1682      | 45,28     |
| Wiek przedprodukcyjny (0–17 lat)    | 461    | 12,41  | 221     | 5,95    | 240       | 6,46      |
| Wiek produkcyjny (18–65 lat)        | 2342   | 63,04  | 1282    | 34,51   | 1060      | 28,53     |
| Wiek poprodukcyjny (powyżej 65 lat) | 912    | 24,55  | 530     | 14,27   | 382       | 10,28     |

## Polityka
Wójtem gminy jest Josef Bierschneider z CSU, rada gminy składa się z 16 osób.
|      | CSU | SPD | FW-GP | Razem |
| 2008 | 9   | 3   | 4     | 16    |
| 2002 | 9   | 3   | 4     | 16    |

### Współpraca
Miejscowości partnerskie:
- Achenkirch, Austria
- Prunay-en-Yvelines, Francja